# Nokia PC Suite
Nokia PC Suite — бесплатное программное обеспечение для персонального компьютера на базе операционной системы Windows для владельцев телефонов Nokia, содержащее драйверы для основных видов подключения телефона (Кабель, ИК-порт, Bluetooth, WLAN). Обычно поставляется на дисках, прилагаемых к сотовому телефону. После 26 июня 2012 г. новые версии не выпускаются, заменена производителем на Nokia Suite.

## Возможности программы
к Nokia PC Suite прилагаются следующие программы:
- Nokia PC Sync — синхронизировать мобильный телефон и компьютер (поддерживается работа с ИК портом, Bluetooth и через кабель)
- Nokia Content Copier — создавать резервные копии файлов с телефона
- Nokia Phone Browser — передавать в мобильный телефон различные файлы
- Nokia Communication Centre — редактировать телефонную книгу
- Nokia Application Installer — устанавливать различные приложения (Java и Symbian)
- Nokia Communication Centre — просматривать и удалять SMS и MMS
- One Touch Access — использовать телефон в качестве модема (если эта функция поддерживается телефоном) для выхода в Интернет
- — Загружать карты для Nokia Maps
- Nokia Image Store — сохранить все изображения и видеозаписи с телефона на компьютер
- Nokia Video Manager — передача видеофайлов между компьютером и телефоном
- Nokia Communication Centre — календарь

## Основные характеристики
- Безопасная автоматическая передача данных между телефоном и ПК;
- Беспроводное соединение или соединение через кабель;
- Быстрое и простое соединение с сетью Интернет;
- Возможность управления музыкой, сообщениями, контактами и картинками;
- Поддержка более 30 языков.